# Grup Especial d'Escalada
Grup Especial d'Escalada (GEDE) és una secció d'escalada del Club Excursionista de Gràcia creada el 1941.
Després de la Guerra Civil Espanyola, tot i les dificultats en tots els àmbits, les entitats excursionistes no deixaven d'avançar, creixien amb socis i augmentaven el nombre d'activitats excursionistes i culturals. Així, fou com, dels centres excursionistes més grans, van sorgir els diferents grups d'escalada i alta muntanya, amb la finalitat de formar tots aquells que volguessin anar a la muntanya i, especialment els que volguessin practicar l'escalada. Entre aquests centres que crearen seccions d'escalada trobem el Club Excursionista de Catalunya (CEC) amb el Grup Especial d'Escalada (GEDE). Els seus impulsors van ser Ernest Mallafré, primer president durant els anys 1941 i 1942, Joan E. Codina, Alexandre Marcet Reverté i Vicenç Barbé Lladós, entre d'altres. A més de cursos d'escalada, el GEDE divulgà aquesta modalitat amb activitats com l'arxiu de l'escalada, iniciat el 1942, exposicions i concursos. Al principi dels anys quaranta, escaladors del GEDE obriren moltes vies clàssiques de Montserrat i el Pedraforca, i al final de la mateixa dècada i posteriorment s'obriren noves vies de més dificultat a Montserrat, el Pedraforca i Sant Llorenç del Munt i s'exploraren d'altres massissos com els Ports de Beseit, el Montsec, els Pirineus i els Alps. Cap a la meitat dels anys seixanta membres del GEDE participaren en diverses expedicions fora d'Europa amb destacades ascensions, algunes de les quals eren primeres absolutes i estatals. Alpinistes com Jordi Colomer, Enric Font Lloret, Jordi Matas Grau, Joan Martí, Josep Paytubí Tubau, Francesc Sàbat Montserrat i Miquel Lusilla, entre d'altres, formaren part d'expedicions al Kilimanjaro i Ruwenzori (1967), l'Atles (1968), l'Himàlaia (1970 i 1985), l'Hindu Kush (1971), els Andes (1972 i 1980), l'Ahaggar (1973 i 1974) i al Karakoram (1982). El 1998, amb motiu del 75 aniversari del Club Excursionista de Gràcia, fou editat el llibre 50 anys d'escalada del GEDE 1941-1991.